# Copa Cataratas de Futsal de 2015
A Copa Cataratas de Futsal de 2015, é a terceira edição da competição, que ocorre de 24 até 28 de fevereiro. O evento é sediado na cidade de Foz do Iguaçu, Paraná, com os jogos sendo realizados no Ginásio de Esportes Costa Cavalcanti e conta com 8 equipes participantes. A competição recebe apoio da CBFS e da FPFS.

## Regulamento
Participam da Copa Cataratas de Futsal sete equipes convidadas e mais a equipe sediante, que é o Foz Cataratas Futsal. As equipes são divididas em dois grupos e jogam entre si dentro dos grupos, classificando para a etapa semifinal as duas melhores equipes de cada grupo. Em caso de empate na semi final, a equipe que ficou com a melhor classificação na primeira fase é que passa para a final. E na final se a partida terminar empatada, a decisão é nas cobranças de penalidades. 
- Etapa Classificatória;
- Etapa Semifinal;
- Etapa Final.[2]

Etapa classificatória
Os oito clubes participantes são sorteados em dois grupos, "A" e "B"; as equipes jogam entre si, dentro dos seus determinados grupos, em sistema de rodízio simples.
Etapa Semifinal
Esta etapa é disputada pelas quatro equipes melhores classificadas na etapa anterior, quando ocorrem os seguintes cruzamentos:
1° colocado do grupo "A" X 2° colocado do grupo "B"
1° colocado do grupo "B" X 2° colocado do grupo "A"
Etapa final
Esta etapa é disputada em uma única partida, entre as equipes vencedoras da Etapa semifinal. O vencedor desta etapa será considerado o Campeão Copa Cataratas de Futsal de 2014.

## Participantes
Foram confirmados os oito clubes participantes desta edição. Equipes como ADC Intelli, Atlântico e Concórdia foram convidados a participar, mas devido ao calendário, optaram por participar da Superliga de Futsal de 2015.
| Equipe               | Cidade                  | Estado/País | Títulos        |
| -------------------- | ----------------------- | ----------- | -------------- |
| ADHering             | Blumenau                | SC          | 0 (não possui) |
| Carlos Barbosa       | Carlos Barbosa          | RS          | 01 - 2015      |
| Copagril             | Marechal Cândido Rondon | PR          | 0 (não possui) |
| Futsal Foz Cataratas | Foz do Iguaçu           | PR          | 0 (não possui) |
| Minas                | Belo Horizonte          | MG          | 0 (não possui) |
| San Lorenzo          | Buenos Aires            | Argentina   | 0 (não possui) |
| Umuarama             | Umuarama                | PR          | 0 (não possui) |
| Vento em Popa        | Luis Eduardo Magalhães  | BA          | 0 (não possui) |

## Premiação
| Copa Cataratas de Futsal de 2015 |
| -------------------------------- |
| Campeão ACBF - CARLOS BARBOSA    |